# 12.9インチiPad Pro (第1世代)
12.9インチiPad Pro（12.9インチアイパッド プロ）はAppleが開発、販売したタブレット型コンピュータである。

## 概要
2015年9月9日（現地時間）、アメリカ・カリフォルニア州サンフランシスコのBill Graham Civic Auditoriumで開催された「Special Event September 2015」でiPhone 6s・iPhone 6s Plus・iPad mini 4・Apple TVと共に発表、同年11月11日に発売された。
12.9インチのフルラミネーションディスプレイとApple A9X（モーションコプロセッサのM9を内蔵）を搭載し過去12ヶ月に出荷された持ち運び可能なPCの大部分より処理性能が高いと謳われている。このサイズの画面では以前のiPadシリーズの画面のほぼ倍の大きさとなり、iOS 9のSplit Viewという機能でiPadシリーズの画面をほぼフル表示で2つ並べて作業することが可能である。
ユニボディと一体成形される形で、上下の端に計4個のスピーカーが内蔵され、画面の向きによってスピーカーの出す音域を変えるなど、バランスの良い音声出力が可能となっている。
Lightning端子が初めてUSB 3.0対応と高速化された。
それ以外の基本スペックは前年発表のiPad Air 2、同時発表のiPad mini 4と共通で、指紋認証センサーのTouch ID、800万画素のiSightカメラと120万画素のFaceTimeカメラを搭載。Wi-FiはIEEE802.11a/b/g/n/acに対応し、MIMO（HT80）と合わせて最大866Mbpsの高速通信が可能となる。LTEは下り最大150Mbps、TD-LTE（WiMAX2+、AXGPを含む）やキャリアアグリゲーション、1枚のSIMカードで複数の通信会社を選ぶことができる「Apple SIM」にも対応している。Bluetoothは4.2となった。
カラーバリエーションはシルバー、ゴールド、スペースグレイの3色。ストレージ容量は32GBと128GBの2種類が用意され、128GBのみWi-Fi+Celluerモデルも用意される。
2016年3月21日（現地時間）、iPhone SE (第1世代)と9.7インチiPad Proの発表と同時に256GB版が追加された。
2023年6月6日にWWDC23により発表されたiPadOS 17では、iPad (第5世代)/9.7インチiPad Proと共にサポート対象外となった。

### 専用オプション
iPad Proの画面スペックを活かすため、専用のオプションが2つ用意されている。
Smart Keyboard
専用のキーボードで、本体左側にあるSmart Connectorに端子を重ねることで本体から給電され直ちに接続が可能となる。3層構造でキーボード部4ミリ、最薄部3.2ミリの厚さでありながら耐久性のある素材を使用し、スプリング等がなくてもキーの入力もしっかりできるほか、隙間がないため水や汚れへの耐久性も備えている。またこれまでのSmart Cover同様に、持ち運び時のカバーや動画等閲覧時のスタンドとしても使用可能となっている。
Apple Pencil (第1世代)
専用のスタイラス。使用するとiPad Pro側で感知し、秒間240回のスピードで動きをスキャンするほか、Pencil側に感圧センサーと傾斜センサーを内蔵し、筆圧の強弱によって線の太さが、傾き具合によって線の濃淡が反映される。iPad Proのlightningコネクタに15秒挿すことで30分使える急速充電に対応し、フル充電状態では12時間使うことが可能となっている。

## iPadモデルの変遷
（横スクロールできる画像です）